# Rohan Kōda
Rohan Kōda (jap. 幸田 露伴 Kōda Rohan; ur. 22 sierpnia 1867 w Edo (ob. Tokio) – zm. 30 lipca 1947 w Ichikawa, prefektura Chiba), właśc. Shigeyuki Kōda (jap. 幸田 成行 Kōda Shigeyuki) – pisarz i tradycjonalista japoński, historyk i krytyk literacki.
Urodził się w okresie Meiji w zubożałej rodzinie o tradycjach samurajskich. W dzieciństwie i młodych latach uczył się czytać teksty konfucjańskie, buddyjskie, uczęszczał do szkoły języka angielskiego i wieczorowej szkoły sinologicznej.
Z powodów rodzinnych został stypendystą szkoły telegraficznej, prowadzonej przez Ministerstwo Komunikacji, a po jej ukończeniu pracował w Głównym Urzędzie Telekomunikacji. W późniejszym czasie został wysłany jako technik telegrafista na Hokkaido. Nadal jednak studiował dzieła sinologiczne i buddyjskie.
W 1887 roku zrezygnował z państwowej posady i wrócił do Tokio. Pod wpływem utworów Saikaku Ihary (1642–1693) zdecydował się zostać pisarzem. 
W 1889 roku opublikował swoje pierwsze książki, dzięki którym stał się rozpoznawalny. Były to: romantyczna opowieść Tsuyu dandan (Krople rosy, 1889) i Fūryūbutsu (Wytworny Budda, 1889). Największą sławę przyniosła mu wydana w 1892 roku powieść Gojūnotō (Pagoda, 1891). 
W 1908 roku został wykładowcą na Uniwersytecie Tokijskim, gdzie w 1911 roku uzyskał doktorat z literatury. Prowadził prace badawcze w zakresie historii i poezji, pisał wiersze i dramaty. Został członkiem Cesarskiej Akademii Nauk i Japońskiej Akademii Sztuki. W 1937 roku otrzymał jedno z najwyższych odznaczeń japońskich – Order Kultury. W 1943 roku został laureatem Literackiej Nagrody Noma. 
Rohan Kōda uważany jest za jednego z najwybitniejszych pisarzy japońskich. Był tradycjonalistą i konserwatystą – przeciwnikiem wpływów europejskich. Miał rozległą wiedzę, pisał dzieła doskonałe, nasycone filozofią buddyjską i konfucjańską, odległą jednak od problemów współczesnych. Kreował bohaterów wyidealizowanych, o nieprzeciętnych umysłach i wielkiej sile woli, osamotnionych twórców oddanych bez reszty sztuce.
Jego córka Aya Kōda (jap. 幸田 文 Kōda Aya) (1904–1990) również była znaną i popularną w Japonii pisarką.